# Colonia Seis de Enero
Colonia Seis de Enero är en ort i Mexiko.   Den ligger i kommunen Coatepec och delstaten Veracruz, i den sydöstra delen av landet, 230 km öster om huvudstaden Mexico City. Colonia Seis de Enero ligger 1 292 meter över havet och antalet invånare är 333.
Terrängen runt Colonia Seis de Enero är kuperad. Runt Colonia Seis de Enero är det tätbefolkat, med 331 invånare per kvadratkilometer. Närmaste större samhälle är Xalapa, 4,5 km nordost om Colonia Seis de Enero. I omgivningarna runt Colonia Seis de Enero växer huvudsakligen savannskog.